# Campionati del mondo di ciclismo su strada 1998 - Cronometro maschile Elite
La cronometro maschile Elite dei Campionati del mondo di ciclismo su strada 1998 fu corsa l'8 ottobre 1998 nei Paesi Bassi, nei dintorni di Maastricht, su un percorso di 43,5 km. L'oro andò allo spagnolo Abraham Olano, che vinse con il tempo di 54'32"01 alla media di 47,859 km/h, l'argento allo spagnolo Melchor Mauri e il bronzo all'ucraino Serhij Hončar.

## Classifica (Top 10)
| Pos. | Corridore          | Squadra     | Tempo    |
| ---- | ------------------ | ----------- | -------- |
| 1    | Abraham Olano      | Spagna      | 54'32"01 |
| 2    | Melchor Mauri      | Spagna      | a 37"    |
| 3    | Serhij Hončar      | Ukraina     | a 47"    |
| SQ   | Lance Armstrong    | Stati Uniti | a 56"    |
| 5    | Uwe Peschel        | Germania    | a 1'07"  |
| 6    | Beat Zberg         | Svizzera    | a 1'11"  |
| 7    | Jonathan Vaughters | Stati Uniti | a 1'13"  |
| 8    | Michael Sandstød   | Danimarca   | a 1'34"  |
| 9    | Vjačeslav Ekimov   | Russia      | a 1'47"  |
| 10   | Erik Dekker        | Paesi Bassi | a 1'49"  |